# Мандарава

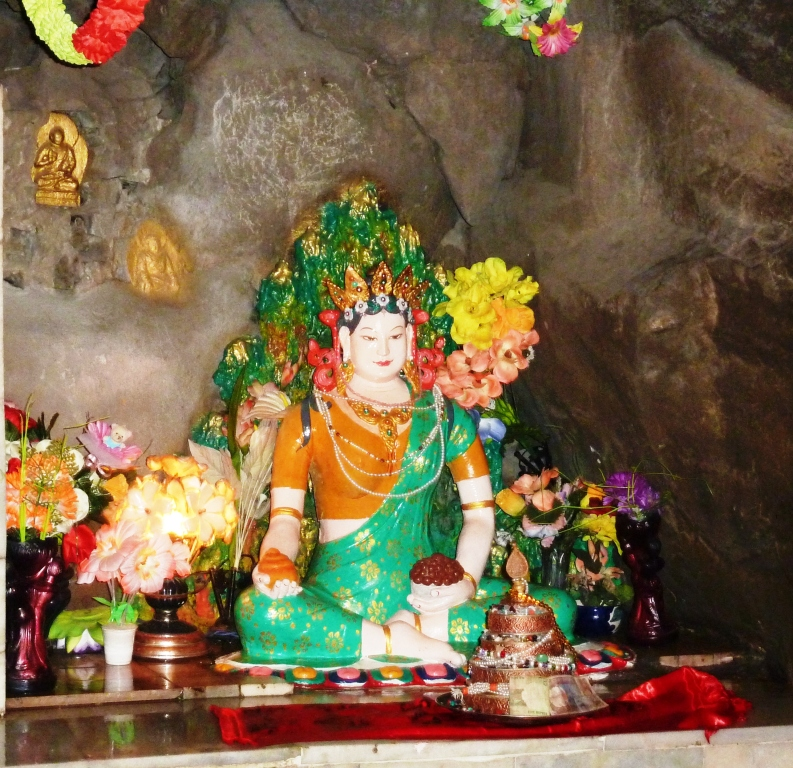
Образ Мандаравы в пещере, где она была заточена, рядом с озером Ревалсар в городе Ревалсар.

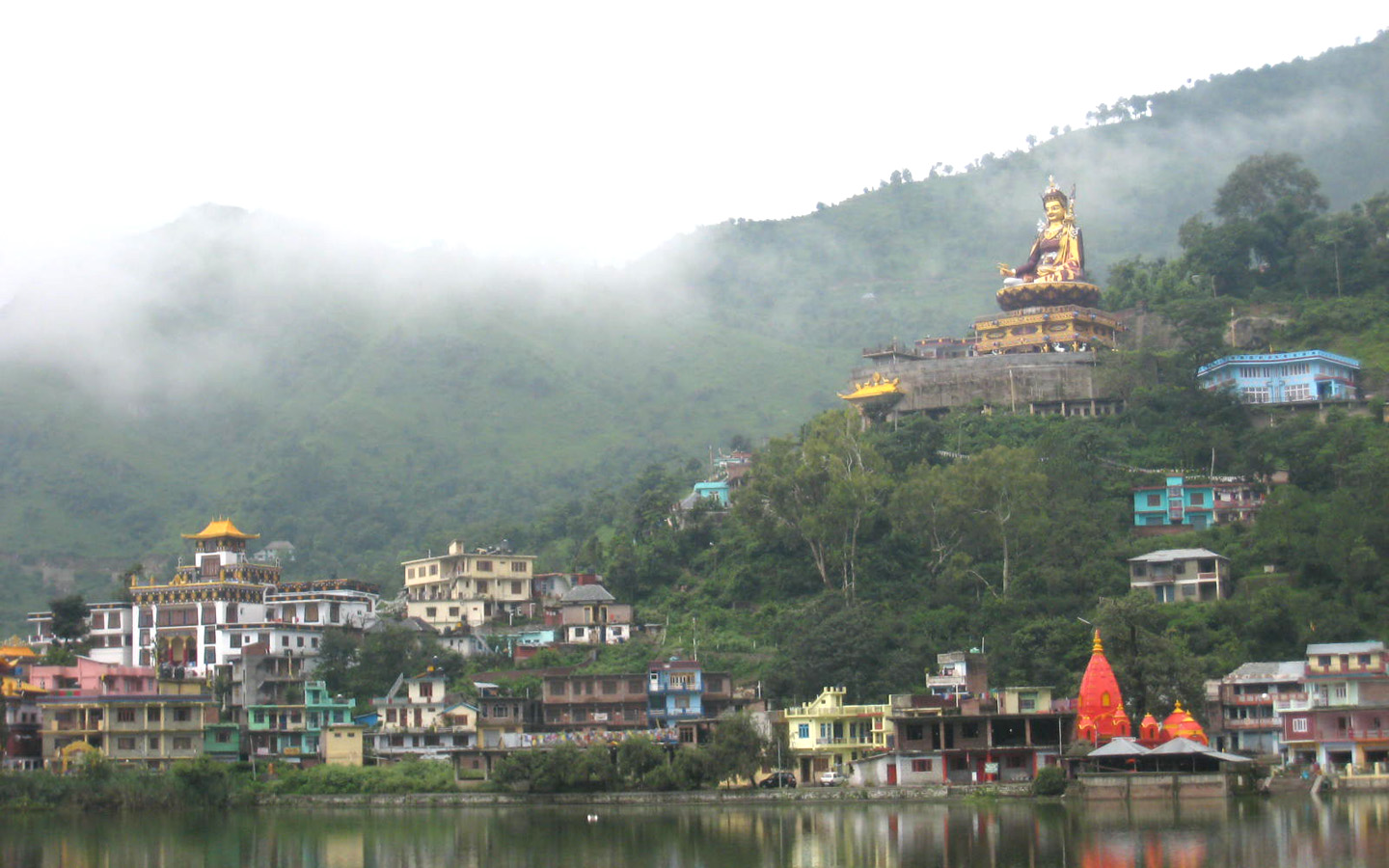
Статуя Падмасамбхавы над озером Ревалсар (Пема-цо, озеро Мандаравы) в городе Ревалсар, на месте легендарного сожжения Мандаравы с Падмасамбхавой.

Мандарава (санскр. मन्दारवा, IAST: Mandāravā) — одна из пяти главных супруг Падмасамбхавы, считающегося основателем первой тибетской буддийской традиции ньингма. В тибетской традиции она почитается одной из двух главных супруг, наряду с Еше Цогьял. Она почитается как женское божество (санскр. - дакини).
Согласно житийной литературе, она была дочерью царя Вихардхары и царицы Мохауки из царства Захор в Северной Индии. Её имя — название цветка кораллового дерева (Erythrina Indica) (полностью по-тибетски её имя — man da ra ba me tog).
Получив значительное образование (медицина, астрология, языки Индии и др.) она отказалась выходить замуж за окрестных владык и их наследников. С появлением Падмасамбхавы она стала его духовной супругой, и оскорблённый царь приказал сжечь их обоих на костре. Костёр был превращён силой Падмасамбхавы в озеро. Считается, что это озеро Ревалсар в штате Химачал-Прадеш, Индия.
Мандарава достигла полного просветления вместе с Падмасамбхавой в знаменитой пещере Маратика.
После того, как царь раскаялся и принял учение Будды от Падмасамбхавы, Мандарава сопровождала Падмасамбхаву в его путешествии по другим царствам и была его тантрической партнёршей в его медитациях в гималайских пещерах.